# Steatoda uncata
Steatoda uncata là một loài nhện trong họ Theridiidae.
Loài này thuộc chi Steatoda. Steatoda uncata được miêu tả năm 2001 bởi Zhang, Jun Chen & Zhu.